# Konfabulation
Konfabulation innebär att man inte kan eller vill redogöra för en historia eller upplevelse och då medvetet eller omedvetet hittar på en ny historia.

## Konfabulation
Vanligt är att brottslingar konfabulerar i förhör hos polisen. Människor med hjärnskador, exempelvis Korsakoffs sjukdom, konfabulerar ofta. Barn under skolåldern konfabulerar också, men detta har med barnens utveckling och fantasi att göra. Att tala osanning, att ljuga och att konfabulera är inte alltid samma sak, men det kan vara svårt att veta vilket då dessa båda uttrycksätt gränsar till varandra och delvis går ihop. Klart är i alla fall att personer med hjärnskador inte ljuger medvetet, de försöker att förklara saker och ting på ett sätt som de upplever som rätt och riktigt.

## Vanföreställning
En konfabulation behöver alltså inte vara direkt osann, utan kan vara en vantolkning av en verklig händelse, men här befinner man sig i gränslandet till vanföreställningar, som egentligen är en annan sak. En konfabulation kan alltså vara en ganska komplex och systematisk företeelse.

## Humoristisk konfabulation
Jämför också med den spontana och medvetna konfabulation som åstadkoms av Hasse och Tages Lindeman som i underhållningssyfte hejdlöst konfabulerar på ett humoristiskt sätt. Att medvetet och helt spontant konfabulera ihop en bra historia så att den blir underhållande och att allt stämmer på slutet, med en god slutpoäng, är en svår konst som få behärskar.